# Jérôme Badini
Pour les articles homonymes, voir Badini.
Jérôme Badini est un saxophoniste et compositeur français d'electro-jazz. Producteur à Radio France depuis 2010.

## Biographie
Fils de Gérard Badini, saxophoniste et chef d'orchestre qui a accompagné Duke Ellington, Stan Getz et Dee Dee Bridgewater, entre autres, et petit-fils d'un chanteur d'opéra à la Scala de Milan, Jérôme Badini a créé son propre style, l’électro-sax: un son puissant, un jeu bref et hypnotique.
Héritier de Maceo Parker et Bennie Maupin, il emploie le saxophone comme un DJ mixe ses platines et transforme des mélodies en petits motifs qu’il répète jusqu’à la transe. L'accueil est particulièrement chaleureux lorsqu'il s'illustre aux côtés des DJ-producteurs Little Louie Vega (Vinyl, New York), Derrick May (Amnesia, Ibiza) et DJ Sneak (Élysée-Montmartre, Paris).
En 2001, par l'intermédiaire de Dimitri from Paris, il rencontre Alexkid. Ensemble, ils composent Trindade pour Trip Do Brasil (Sony Music). En 2002, avec David Duriez, il enregistre Get On Down (20:20 Vision). En 2004, il compose et produit 'Round The Clock (Super Bad Trax), un album qui met en scène Super Bad, le super-héros du saxophone ténor.
En 2006, il collabore pour la première fois avec l'orchestre de son père et produit Scriabin's Groove, mise en regard de six pièces pour piano d'Alexandre Scriabine et leur transposition dans l'idiome du jazz. Cet album est plusieurs fois récompensé.
En 2007, Jean-Philippe Audin (VideoCello), Jérôme Badini (ElectroSax) et Judith Darmont (VideoKeyboard) fondent MovieSonic, concept multimédia fusionnant electro-jazz, musique classique et vidéo-art. Sur scène, ils mixent simultanément musique, photo et vidéo grâce aux dispositifs numériques innovants de leurs instruments.
Depuis 2010, Jérôme Badini est producteur à Radio France et présente l'émission Les légendes du jazz, sur France Musique.

## Discographie
- Trip Do Brasil (Sony Music, 2001)
- Get On Down (20:20 Vision, 2002)
- Foreground (Super Bad Trax / IC Music, 2003)
- 'Round The Clock (Super Bad Trax / IC Music, 2004)
- Scriabin's Groove (Super Bad Trax, 2006)

## Liens
- Le site officiel de Jérôme Badini
- France Musique